# Джордани, Джузеппе
Джузеппе Джордани (итал. Giuseppe Giordani), по прозванию Джорданелло (итал. Giordanello; 19 декабря 1751 года, Неаполь, Неаполитанское королевство — 4 января 1798 года, Фермо, Папская область) — итальянский композитор.

## Биография
Джузеппе Джордани родился в Неаполе 19 декабря 1751 года у Доменико Джордани и Анны Марии Тозато. Обучался музыке в консерватории Санта-Мария-ди-Лорето у Дженнаро Манны, Феделе Фенароли, Антонио Саккини и Пьетро Антонио Галло. В 1774 году был принят на место помощника капельмейстера в капеллу сокровищницы святого Яннуария в кафедральном соборе Неаполя. Одновременно с этим преподавал частным образом музыку. 25 мая 1779 года Джузеппе Джордани женился на певице Эмануэле Косми, по прозванию Пизитанелла.
Его дебют как оперного композитора состоялся осенью 1779 года на сцене театра Паллакорда во Флоренции оперой-сериа «Эппонина» (итал. Epponina). В том же году на сцене театра Корте в Модене была поставлена его опера «Деметрио» (итал. Demetrio) по либретто Пьетро Метастазио. Обе постановки имели успех у публики. В 1780 году он стал членом филармонических академий Модены и Пармы. В том же году вернулся в Неаполь, где вскоре приобрёл известность как автор комических опер и балетов. Затем отправился на гастроли, во время которых посетил Мантую, Бергамо, Болонью, Венецию, Геную, Флоренцию, Модену и Триест.
В 1787 году большой успех у публики имела его сакральная драма «Разрушение Иерусалима» (итал. La distruzione di Gerusalemme) по либретто Карло Серниколы, поставленная на сцене театра Сан-Карло в Неаполе. Следующими сценическими произведениями композитора, также имевшими большой успех у зрителей и критики, стали опера «Гай Гостилий» (итал. Cajo Ostilio) по либретто Эмануэле Манфреди, премьера которой состоялась 12 мая 1788 года на открытии муниципального театра в Фаэнце, и опера «Поражение Дария» (итал. La disfatta di Dario) по либретто Николы Джузеппе Морбилли, впервые показанная на сцене театра Ла Скала в Милане 14 февраля 1789 года.
В том же году Джузеппе Джордани был принят на место органиста и капельмейстера собора Фермо. После этого композитор больше сочинял церковную музыку. Его последним сочинением для сцены стала опера «Инес де Кастро» (итал. Ines de Castro) по либретто Карло Гоцци, премьера которой состоялась в театре Фениче в Венеции во время карнавала 1793 года.
Джузеппе Джордани умер в Фермо 4 января 1798 года.

## Творческое наследие
Творческое наследие композитора включает 32 оперы (буффа и сериа) и сочинения церковной музыки.